# خیابان ری
خیابان ری (که مدتی خیابان رزم‌آرا نام داشت) یکی از خیابان‌های مرکز تهران است. طول این خیابان ۲٫۸۵۰ متر است. این خیابان از جنوب به میدان شوش و از شمال به سه‌راه امین‌حضور منتهی می‌شود.

## تاریخچه
در دوره شاه تهماسب یکم صفوی، به دور چند آبادی نزدیک به هم در دشت پای قله توچال، برج و بارویی کشیده شد و شهر طهران تشکیل گرفت. این شهر محصور، چهار دروازه (بعدها یک دروازه دیگر) داشت. در سمت شرقی آن، دروازه‌ای با نام دروازه دولاب بود که طهران را از روستای بزرگ دولاب جدا می‌کرد. این حصار، بیش از دو سده دوام آورد. در پی افزایش جمعیت تهران پس از پایتختی در دورهٔ قاجار و نیز تخریب بخش‌هایی از حصار بر اثر سیل، حوالی سال ۱۲۴۶ خورشیدی و به دستور ناصرالدین‌شاه، برج‌و‌باروها تخریب شدند، خندق پشت بارو پر شد و شهر طهران از چهار سو بزرگ شد. خیابانی که امروز با نام ری می‌شناسیم، همان موقع و در امتداد حصار شرقی اولیه ساخته شد. دلیل نام‌گذاری آن به نام ری، وجود ایستگاه راه‌آهن تهران-شاه‌عبدالعظیم در جنوب آن (پارک کوثر کنونی) بود.

## اماکن تاریخی
پیرامون حصار شرقی دوران صفوی-قاجار و خیابان ریِ پسین، طبقات گوناگون مردم در محله‌هایی مانند عودلاجان، امامزاده یحیی، آب‌منگل و روستای دولاب زیست می‌کردند. در این محله‌ها، ساختمان‌ها و باغ‌های شاخص فراوانی وجود داشت که امروز شمار محدودی از آنها باقی مانده‌اند، مانند:
- حمام قبله
- امامزاده یحیی بن موسی کاظم و چنار کهنسال آن
- خانه قوام‌الدوله (مقر ایکوموس در ایران)
- خانه کوچه دبیرالملک
- گذر امامزاده یحیی و حمام نواب (از لوکیشن‌های فیلم قیصر )
- خانه و باغ محمدحسین امین‌الضرب
- مدرسه معمارباشی
- بازارچه نایب‌السلطنه
- خانه کاظمی
- گذر باغ پسته‌بک

## دوران معاصر
بیمارستان بزرگ بازرگانان که سال ۱۳۲۹ تأسیس شد، نبش خیابان ری و اتوبان محلاتی (آهنگ سابق) سمت شمال شرقی قرار دارد، این بیمارستان سال ۱۳۸۱ توسط مهدی کروبی در دوران ریاست مجلس بازسازی و گسترش یافت از این رو برخی مردم کروبی را به عنوان مؤسس این بیمارستان می‌شناسند.
کلاس‌های مذهبی قدیمی یا دفاتر برخی از مراجع تقلید نیز در تقاطع (زیر پل) این خیابان با اتوبان محلاتی قرار داشته‌است.

## متولدان محله[نیازمند منبع]
- پهلوان سید علی
- صادق زیباکلام
- داوود رشیدی
- اسماعیل شنگله
- فرامرز قریبیان
- داوود مقامی
- علیرضا عصار
- منوچهر وثوق
- اکبر گلپایگانی
- حسین گیل
- غلامعلی حداد عادل
- مسعود کیمیایی
- محمد کاسبی
- علیرضا جاویدنیا
- علی مطهری
- محمدعلی سپانلو
- مولود زهتاب

## ورودی‌ها، تقاطع‌ها و جاها
| از جنوب به شمال                          | وضعیت           |
| ---------------------------------------- | --------------- |
| خیابان ۱۵ خرداد و بزرگراه آیت‌الله محلاتی |                 |
| بیمارستان اندرزگو                        | ضلع شرقی، تقاطع |